# In the Mood
"In the Mood" là một bản nhạc jazz được phổ biến bởi nhạc sĩ nhạc swing và jazz Mỹ Glenn Miller. Đây được coi như một trong những bản nhạc nổi tiếng nhất trong thời kỳ big band, thời những "ban nhạc lớn" của những năm 1930 và 1940.
Bản nhạc mở đầu với bài dạo saxophone, nay đã trở thành bất hủ, được nối tiếp bởi dàn kèn trumpet và trombone sau 13 nhịp.